# Тійода (Ґумма)

36°13′4″ пн. ш. 139°26′33″ сх. д. / 36.21778° пн. ш. 139.44250° сх. д.
Тійо́да (яп. 千代田町, ちよだまち, МФА: [t͡ɕijoda mat͡ɕi̥]) — містечко в Японії, в повіті Ора префектури Ґумма. Станом на 1 жовтня 2007 площа містечка становила 21,76 км². Станом на 1 серпня 2008 населення містечка становило 11 659 осіб.